# Mordella pygidialis
Mordella pygidialis là một loài bọ cánh cứng trong họ Mordellidae. Loài này được Apfelbeck miêu tả khoa học năm 1914.